# (5128) Wakabayashi
(5128) Wakabayashi est un astéroïde de la ceinture principale.

## Description
(5128) Wakabayashi est un astéroïde de la ceinture principale. Il fut découvert le 30 mars 1989 à Ayashi par Masahiro Koishikawa. Il présente une orbite caractérisée par un demi-grand axe de 2,76 UA, une excentricité de 0,15 et une inclinaison de 7,0° par rapport à l'écliptique.

## Compléments